# Bukowiec (Sąspów)
Bukowiec – część wsi Sąspów w Polsce położona w województwie małopolskim, w powiecie krakowskim, w gminie Jerzmanowice-Przeginia.
W latach 1975–1998 Bukowiec administracyjnie należał do województwa krakowskiego.